# بيت مهدي حسين (عبس)

تعديل مصدري - تعديل

بيت مهدي حسين هي إحدى قرى عزلة بني حسن بمديرية عبس التابعة لمحافظة حجة، بلغ تعداد سكانها 89 نسمة حسب تعداد اليمن لعام 2004.